# Sarcostemma clausum
Sarcostemma clausum е вид растение от семейство Олеандрови (Apocynaceae). Видът е незастрашен от изчезване.

## Разпространение
Sarcostemma clausum е разпространен в Съединените щати (Южна Флорида и Тексас), Мексико, Карибите, Централна и Южна Америка.